# Dolores Beristáin
Dolores Beristáin; née le 10 mai 1926 à Mexico et décédée le 26 avril 2010, est une actrice mexicaine pour le cinéma et la télévision. Elle était mariée à Luis Beristáin et la mère de l'acteur Arturo Beristáin.

## Filmographie

### Au cinéma
- 1971 : Los marcados d'Alberto Mariscal
- 1972 : El rincón de las vírgenes d'Alberto Isaac
- 1973 : El premio Nobel del amor de Rafael Baledón
- 1976 : Espejismo de la ciudad de Julio Bracho
- 1976 : Chin chin el Teporocho de Gabriel Retes
- 1976 : La vida cambia de Juan Manuel Torres
- 1977 : El moro de Cumpas de Mario Hernández (en)
- 1977 : Mil caminos tiene la muerte de Rafael Villaseñor Kuri
- 1978 : Las noches de Paloma d'Alberto Isaac
- 1979 : María de mi corazón de Jaime Humberto Hermosillo
- 1979 : La hermana enemiga de Rosario Hernández
- 1986 : Un día, una familia, una equis de Francisco Franco Alba
- 1988 : El secreto de Romelia de Busi Cortés
- 1989 : Cuento de Navidad de Sergio Olhovich
- 1993 : Principio y fin d'Arturo Ripstein
- 1994 : Hasta morir de Fernando Sariñana
- 1994 : El tesoro de Clotilde de Julián Pastor
- 1995 : Bésame en la boca d'Abraham Cherem
- 1997 : Adiós mamá d'Ariel Gordon
- 1999 : Entre la tarde y la noche d'Óscar Blancarte

### À la télévision
- 1970 : El dios de barro
- 1972 : Las fieras
- 1979 : Añoranza
- 1981 : Toda una vida
- 1984 : Te amo
- 1986 : El padre Gallo
- 1986 : La gloria y el infierno
- 1987 : Tiempo de amar
- 1990 : Un rostro en mi pasado
- 1990 : La fuerza del amor
- 1993 : Clarisa
- 1996 : La sombra del otro
- 1996 : Sentimientos ajenos

## Distinctions

### Récompenses
- 1989 : Ariel d'Argent du Meilleur Second Rôle dans El secreto de Romelia
- 1990 : Prix ACE de la Meilleure Actrice dans El secreto de Romelia

### Nominations
- 1995 : nommée pour l'Ariel d'Argent de la Meilleure Actrice de Petit Rôle dans Hasta morir